# Leopold Hofmann (futbolista)
|  | No s'ha de confondre amb Leopold Hofmann. |

Leopold Hofmann (31 d'octubre de 1905 - 9 de gener de 1976) fou un futbolista austríac de la dècada de 1930.
Fou internacional amb Àustria, amb la qual participà en la Copa del Món de 1934. Pel que fa a clubs, fou jugador de First Vienna FC.